# Mount Marshall
Mount Marshall ist ein 3160 m hoher und markanter Berg in der antarktischen Ross Dependency. Er ragt rund 6,5 km südöstlich des Blizzard Peak in den Marshall Mountains der Königin-Alexandra-Kette im Transantarktischen Gebirge auf. 
Die vierköpfige Südgruppe der Nimrod-Expedition (1907–1909) unter der Leitung des britischen Polarforschers Ernest Shackleton entdeckte ihn. Benannt ist der Berg nach dem britischen Arzt Eric Marshall (1879–1963), der zur Südgruppe gehörte.